# 北海道道842号大峯双葉線
北海道道842号大峯双葉線（ほっかいどうどう842ごう おおみねふたばせん）は、北海道山越郡長万部町を結ぶ一般道道である。

## 概要
起点から更に奥には二股ラヂウム温泉がある。

### 路線データ
- 起点：北海道山越郡長万部町大峯
- 終点：北海道山越郡長万部町双葉（国道5号交点）
- 総延長：7.138 km
- 実延長：7.121 km
- 重用延長：0.017 km

## 歴史
- 1975年（昭和50年）3月31日 - 路線認定[1]。

## 路線状況

### 道路施設

#### 主な橋梁
- 二股川橋（32 m、長万部川、長万部町大峯）

#### 常設型ゲート
- 大峯ゲート（起点）
- 双葉ゲート

## 地理

### 通過する自治体
- 渡島総合振興局
  - 山越郡長万部町

### 交差する道路
長万部町
- 国道5号 - 双葉（終点）